# Ride Along 2
Ride Along 2 és una pel·lícula dels Estats Units del 2016 de comèdia i acció dirigida per Tim Story i escrita per Phil Hay i Matt Manfredi. És la seqüela de la pel·lícula del 2014 Ride Along. És protagonitzada per Ice Cube, Kevin Hart, Tika Sumpter, Benjamin Bratt, Olivia Munn i Ken Jeong.

## Argument
Al vaixell del senyor del crim Antonio Pope, el seu hacker, AJ, està revisant una llista a l'ordinador. En Pope truca el comissari del port Griffin per telèfon i l'acusa de robar-li diners. En Griffin nega haver rebut aquests diners. Amb un dels seus sicaris a l'habitació, en Pope fa que matin en Griffin a la seva oficina i després ordena als seus sicaris que trobin a qui s'ha endut els seus diners.
Dos anys després, en James està amb el seu company, Mayfield, mentre s'infiltren en una reunió de vehicles per trobar un infame traficant de drogues que es diu Troy. En James s'apropa bastant a en Troy, però en Troy l'apunta amb una arma. En Ben ho veu a través de les càmeres i s'escapa per ajudar-lo.

## Repartiment
- Ice Cube: James Payton
- Kevin Hart: Ben Barber
- Tika Sumpter: Angela Payton-Barber
- Benjamin Bratt: Antonio Pope
- Olivia Munn:[1] Maya Cruz
- Ken Jeong:[2] A.J
- Glen Powell:[3] Troy
- Sherri Shepherd:[4] Cori
- Bruce McGill: el tinent Brooks
- Tip "T.I." Harris: Tony David
- Nadine Velazquez: Tasha
- Tyrese Gibson: D.J.[5][6]
- Dwyane Wade: ell mateix
- Chris Bosh: ell mateix